# Prádanos de Bureba
Prádanos de Bureba es una localidad y un municipio situado en la provincia de Burgos, comunidad autónoma de Castilla y León (España), comarca de La Bureba, partido judicial de Briviesca, cabecera del ayuntamiento de su nombre.

## Geografía

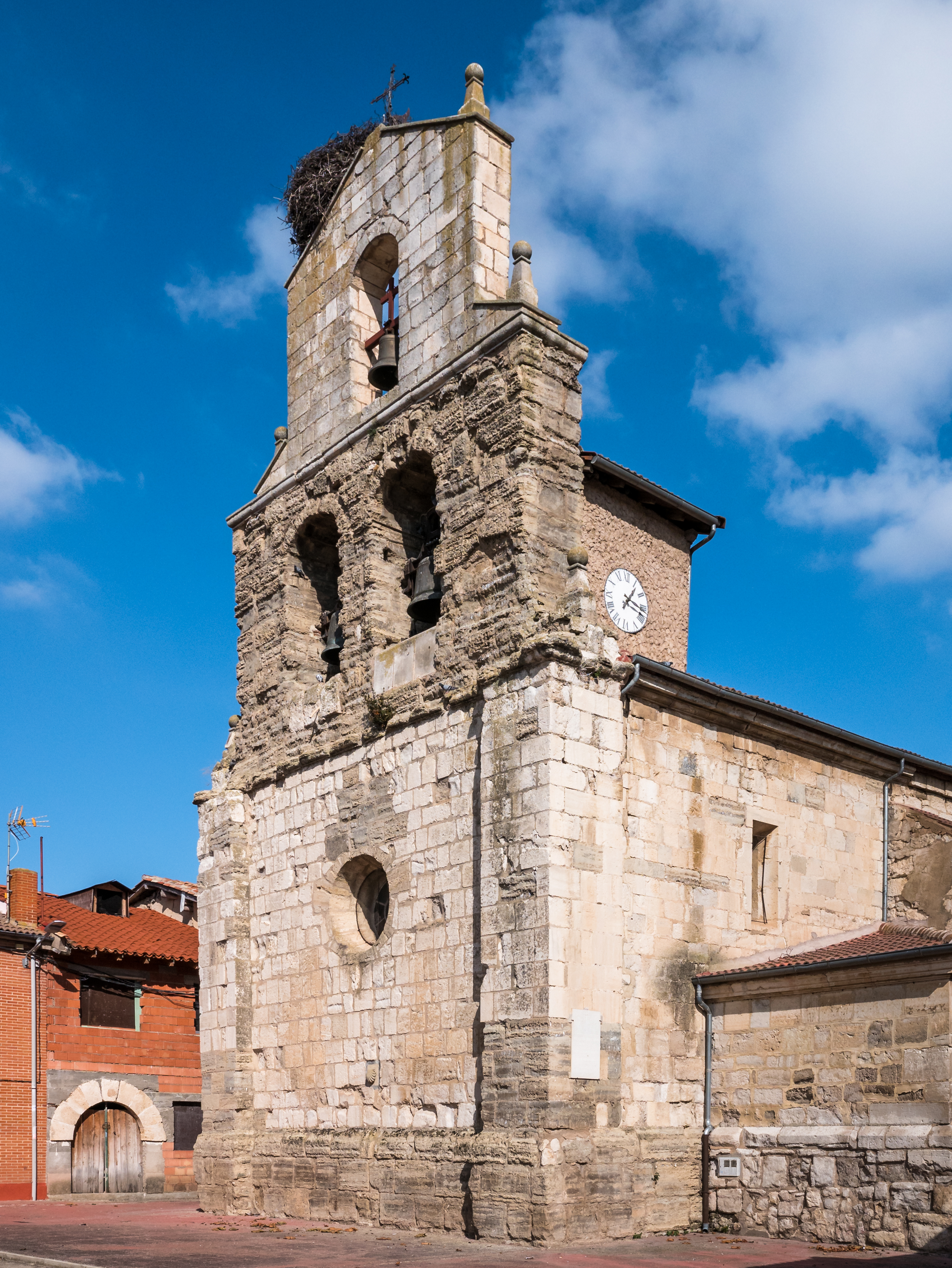
Iglesia

Forma parte de la comarca de La Bureba, situándose a 34 kilómetros de la capital provincial. Su término municipal está atravesado por la autovía A-1 (antigua AP-1) y por la antigua carretera N-1 entre los pK 273 y 275. 
El pueblo se encuentra en el corredor de La Bureba, por el que pasan la autovía, la carretera N-1, el ferrocarril y el río Oca. Al norte se encuentra una zona de páramos que alcanzan los 860 metros de altitud y al sur se extienden los Montes de Oca, que llegan en el territorio a los 895 metros. El pueblo se alza en el valle del río, a 756 metros sobre el nivel del mar. 
| Noroeste: Briviesca               | Norte: Briviesca      | Noreste: Briviesca |
| Oeste: Reinoso y Castil de Peones |                       | Este: Briviesca    |
| Suroeste: Alcocero de Mola        | Sur: Alcocero de Mola | Sureste: Carrias   |

## Historia
Villa, denominada entonces Prádano, en la cuadrilla de Prádano, una de las siete en que se dividía la Merindad de Bureba perteneciente al partido de Bureba, jurisdicción de realengo con regidor pedáneo.
A la caída del Antiguo Régimen queda constituida como ayuntamiento constitucional del mismo nombre en el partido Briviesca, región de Castilla la Vieja. Contaba entonces con 259 habitantes.
A mediados del siglo XIX se construyó en su término municipal la Posición 30 de la Línea de Castilla de telégrafo óptico. Torre que actualmente se encuentra en ruina.

## Demografía
Prádanos de Bureba cuenta con una población de 56 habitantes (INE 2024).
| Gráfica de evolución demográfica de Prádanos de Bureba entre 1842 y 2021                                                                                                  |
| |
| Población de derecho según los censos de población del INE. Población de hecho según los censos de población del INE.En este censo se denominaba Prádano de Bureba: 1842. |

## Cultura

### Fiestas patronales
El día 18 de septiembre celebran la festividad de su patrona Santa Eufemia. La fiesta dura tres días, con misa, procesión, juegos populares y bailes.